# Eugène Duflot de Mofras
Pour les articles homonymes, voir Duflot.
Eugène Duflot de Mofras est un naturaliste et botaniste, et un diplomate et explorateur français, né le 5 juillet 1810 à Toulouse sous les prénoms Jean Pierre Eugène et mort le 30 janvier 1884 à Paris 7e fils de Vost Cosme Nicolas Duflot et de Anne Julie Mofras.

## Biographie
Il était sous-directeur aux affaires étrangères, puis ministre plénipotentiaire, titulaire de nombreux ordres français et étrangers.
Après un long séjour à Madrid (1828-1840), il explore la côte Pacifique de l'Amérique du Nord (1840-1842) et visite notamment la Californie et l’Oregon. Il fera paraître son compte rendu sous le titre d’Exploration du territoire de l’Orégon, des Californies et de la mer Vermeille, exécutée pendant les années 1840, 1841 et 1842... (Paris: Arthus Bertrand, 1844, ce livre est complété par un atlas). Il donne des informations très intéressantes sur la vie de ces régions, ainsi que sur leurs habitants, l’économie et la géographie.